# Tout le bleu du ciel
Pour plus de détails, voir Fiche technique et Distribution.
Tout le bleu du ciel est un téléfilm franco-belge en 2 parties réalisé par Maurice Barthélemy d'après un scénario de Claire Lemaréchal et diffusé pour la première fois en Belgique le 26 janvier 2025 sur La Une et en France le 27 janvier 2025 sur TF1.
Ce road movie, adapté du roman du même nom de Mélissa Da Costa paru aux éditions Albin Michel, est une coproduction d'En Voiture Simone, TF1, AT-Production et la RTBF, réalisée avec la participation de Netflix et le soutien de la région Occitanie,,.

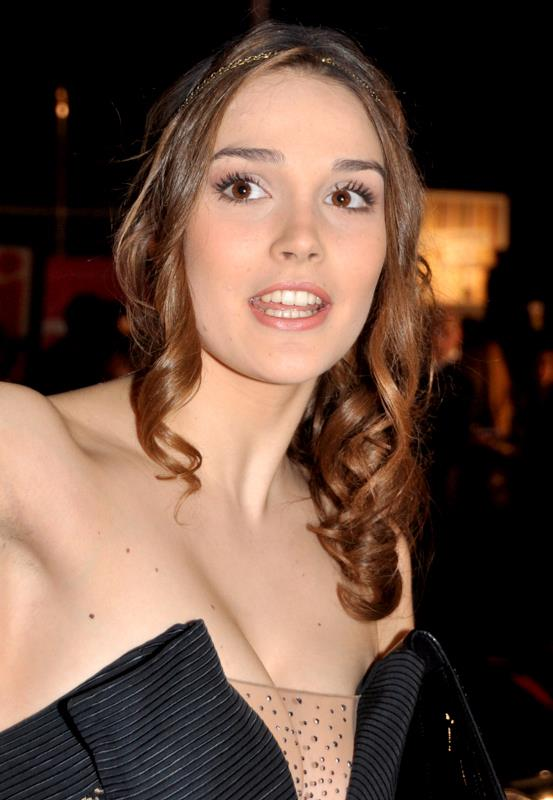
Camille Lou.

## Synopsis
Alors qu'Émile vient d'apprendre qu'il est atteint d'un Alzheimer précoce, il ne veut pas finir sa vie à l'hôpital. Il décide de tout quitter, pour partir dans un vieux camping-car. Lorsqu'il poste une annonce, expliquant son histoire, pour trouver quelqu'un avec qui faire ce voyage, une fille peu loquace et mystérieuse lui répond et le rejoint : Joanne. Ensemble, ils prennent la route jusqu'aux Pyrénées.

## Fiche technique
Sauf indication contraire, les informations mentionnées dans cette section peuvent être confirmées par la base de données cinématographiques Allociné,  présente dans la section « Liens externes ».
- Titre français : Tout le bleu du ciel
- Genre : Drame, road movie[3],[5],[6]
- Production : Caroline Solanillas et Laurent Ceccaldi (En Voiture Simone), Arnaud de Battice et Caroline de Borchgrave (AT-Production) et Priscilla Denis (RTBF)
- Sociétés de production : En Voiture Simone, TF1, AT-Production et la RTBF[1],[3]
- Sociétés de diffusion : RTBF, TF1 et Netflix[1],[7],[3]
- Réalisation : Maurice Barthélemy[1],[7]
- Scénario : Claire Lemaréchal[1],[7]
- Musique : Émilie Gassin et Ben Violet
- Décors : Marc Thiébault
- Costumes : Anne Schotte
- Photographie : Laurent Machuel
- Son : Olivier Peria
- Montage : Kako Kelber
- Maquillage : Karine Fra
- Coiffure : Emmanuel Colleau
- Pays de production :  France /  Belgique
- Langue originale : français
- Format : couleur
- Durée : 2 fois 45 minutes[8]
- Dates de première diffusion :
  - Belgique : 26 janvier 2025 sur La Une[3],[5],[9]
  - France : 27 janvier 2025 sur TF1[10],[11],[12],[13]

## Distribution
- Camille Lou : Joanne
- Hugo Becker : Émile
- Marie Denarnaud : Isabelle
- Mélissa Da Costa : gendarme (au cimetière)
- Maurice Barthélemy : gendarme (au cimetière)
- Jeannine Vissac : Myrtille
- Karine Monneau : Anne
- Nelly Lawson : Chloé
- Marie Barraud : Marjorie
- Kévin Garnichat : Sébastian
- Greg Nardella : Marc
- Ludivine Bluche : Sophie
- Mickaël Coinsin : Baptiste
- César Allaigre : Paul
- Eva Recoquillon : Maëlle
- Philippe Dusseau : le maire d'Eus

## Production

### Genèse et développement
En juin 2024, la presse annonce que TF1 a acquis les droits du roman Tout le bleu du ciel de Mélissa Da Costa paru en 2019 aux éditions Albin Michel et déjà vendu à plus de 1,5 million d'exemplaires,. En 2023, Mélissa Da Costa a détrôné Guillaume Musso sur la première marche du podium de l'écrivain francophone le plus lu, une place qu'il occupait depuis douze ans,.
Le téléfilm en deux parties est écrit par Claire Lemaréchal et réalisé par Maurice Barthélemy,,,.

### Attribution des rôles
Lors de sa conférence de presse en juin 2024, TF1 dévoile le casting de Tout le bleu du ciel : elle a choisi Camille Lou et Hugo Becker pour interpréter les rôles de Joanne et Émile, deux acteurs qui se connaissent pour avoir partagé l'écran dans la série Je te promets, l'adaptation française de la série américaine This Is Us,,,.
Le téléfilm est porté par Hugo Becker dans le rôle d'Émile et Camille Lou dans celui de Joanne : pour Ciné-Télé-Revue, « aux personnages, le premier apporte sa vivacité, son côté rentre-dedans, la seconde sa sensibilité qui n'en fait jamais trop. ».
Camille Lou explique : « Quand on m'a proposé le scénario, ce livre était dans mes prévisions de lecture ! J'avais envie de le découvrir. Et quelques mois plus tard, on m'a proposé le scénario. Je l'ai lu en premier et je me suis ensuite plongée dans le roman. C'est une lecture qui m'a bouleversée. ». À propos des vêtements noirs qu'elle porte dans le téléfilm, elle confie : « C'était hyper important pour moi de coller à l'image qu'il y avait dans le livre. C'était une obsession absolue. De par ce qu'elle vit, et dans l'histoire, ses vêtements jouent un rôle. Ils racontent quelque chose de Joanne. ». L'autrice Mélissa Da Costa confirme que « Tous les lecteurs qui ont lu le livre, ils ont l'image de ces grands vêtements noirs très amples dans lesquels elle disparaît et elle s'efface complètement. Et ce chapeau… ».
Concernant Hugo Becker, l'actrice confie : « C'est rare d'avoir une telle alchimie avec un acteur, ce n'est pas quelque chose qu'on contrôle. Avec Hugo, on a une manière de travailler assez similaire, on est très investis. C'est un acteur incroyable qui me fait pleurer à chaque fois. ».

### Tournage
Le tournage a lieu à partir du 23 septembre 2024 dans le département de l'Aude, à Leucate pour la scène initiale du phare, pour la plage et pour le village des ostréiculteurs, à Port-Leucate pour la scène finale (ponton) ainsi qu'à Eus, Prades, Villefranche-de-Conflent et aux Angles dans le département des Pyrénées-Orientales, en région Occitanie,,,.

## Accueil

### Diffusions et audience
En Belgique, le téléfilm, diffusé le 26 janvier 2025 sur La Une, est regardé par 206 011 téléspectateurs et se classe deuxième en termes d'audience.
En France, diffusé le 27 janvier 2025 sur TF1, il est regardé par 3 904 000 téléspectateurs et se classe premier en termes d'audience.
Le lendemain, 28 janvier, le téléfilm prend la première place du classement des films et téléfilms les plus visionnés sur Netflix en France.

### Accueil critique
Pour le magazine Télé 7 jours, « nul besoin d'avoir lu le joli roman de Mélissa Da Costa pour se faire embarquer dans ce road-movie lumineux. ».
Poue Noémie Jadoulle, de la RTBF : « Délicatement mis en scène, fidèle aux dialogues impeccables du roman, et porté par les très belles prestations de ses deux têtes d'affiche, Tout le bleu du ciel mêle romance, deuil, maladie et quête d'identité. Un road movie qui donne tout son sens à l'expression “L'important, ce n'est pas la destination, mais le voyage”. ».
Le magazine Télé-Loisirs, de son côté, déplore le fait que le téléfilm, « peut-être trop proche du livre, souffre d'une lenteur exacerbée. ».
Le Figaro TV Magazine regrette lui-aussi les longueurs du film : « Ce road movie s'empare de l'épineux sujet de la maladie. Tirant parfois trop sur cette corde, l'impact du message s'évanouit dans de trop nombreuses longueurs mélodramatiques. ».